# UR-200
L’UR-200 (en russe : УР-200) ou SS-10 Scrag dans la désignation OTAN est un missile balistique intercontinental soviétique développé au début des années 1960 par le bureau d'études OKB-52 dirigé par Vladimir Tchelomeï. Le développement du missile est stoppé en 1964 au profit de son concurrent le R-36. Néanmoins les étages développés seront repris pour former les deux étages supérieurs du lanceur Proton

## Historique
L'UR-200 fait partie de la série des trois missiles balistiques intercontinentaux polyvalents proposés début 1960 par le responsable du bureau d'études OKB-52 Vladimir Tchelomeï au dirigeant soviétique Nikita Khrouchtchev : l'UR-100, l'UR-200 et l'UR-500 par ordre de taille croissante. Selon son concepteur l'UR-200 peut être utilisé comme missile sol-sol (avec 3 têtes nucléaires et une portée maximale de 14 000 km) mais également comme missile anti-satellites et lanceur. Il est en compétition avec le R-36 un missile de capacité équivalente proposé à la même époque par l'OKB-586. Khrouchtchev donne son accord par des décrets passés en mars et aout 1961 au développement des deux missiles.
L'UR-200 a deux étages et utilise pour sa propulsion des moteurs à cycle fermé performants mais qui suscitent des difficultés de mise au point. Le développement de ces moteurs utilisant un mélange UDMH et peroxyde d'azote est réalisé par le bureau d'études OKB-154 créé par Sémion Kosberg et qui sera rebaptisé KB Khimautomatiki à compter de 1966. Un complexe de lancement est construit sur le site 90 du cosmodrome de Baïkonour avec deux pas de tir. Les missiles, une fois opérationnels, devaient être tirés depuis des silos similaires à ceux utilisés par le missile R-16.
La conception de l'UR-200 est figée en juillet 1962 et le premier lancement a lieu le 5 novembre 1963 et est un échec. Huit autres lancements ont lieu en 1964 dont un le 24 septembre 1964 en présence de Khrouchtchev quelques jours avant sa destitution. Les dirigeants soviétiques qui lui succèdent arrêtent plusieurs projets de Tchelomeï, qui avait largement bénéficié de l'appui de Khrouchtchev, dont l'UR-200. Contrairement à l'UR-500 (base du lanceur Proton) et l'UR-100 (missile puis lanceur civil), la carrière de l'UR-200 s'arrêtera là mais ses deux étages seront pratiquement repris à l'identique pour former les deux étages supérieurs de la fusée Proton.

## Caractéristiques techniques
Le missile dont la masse est comprise entre 136 et 138 tonnes et qui est haut de 34,65 mètres avec sa charge nucléaire a un diamètre de 3 mètres. Il comprend deux étages :
- Le premier étage long de 16,9 mètres avec une envergure de 4,2 mètres avec l'empennage a une masse à vide de 6,6 tonnes et de 107,5 tonnes avec ses ergols. Il est propulsé durant 135 secondes par 4 moteurs-fusées RD-0202 orientables ayant une poussée de 2235 kN dans le vide et une impulsion spécifique de 311 s.
- Le second étage long de 10 mètres pour un diamètre de 2,2 mètres a une masse à vide de 2,4 tonnes et de 25,8 tonnes avec ses ergols. Il est propulsé durant 113 secondes par un moteur-fusée unique RD-0205 ayant une poussée de 613 kN dans le vide et une impulsion spécifique de 322 s. L'orientation de l'étage est assurée par 4 moteurs-verniers qui continuent à fonctionner 19 secondes après l'extinction du moteur principal. Le moteur du second étage est incorporé dans le réservoir d'ergols pour réduire la longueur du missile.

La charge utile standard est une tête nucléaire de 2,7 tonnes et d'une puissance de 5 mégatonnes avec une portée de 12 000 km. Le missile pouvait lancer une tête nucléaire de 15 mégatonnes (masse 3,9 tonnes) avec une portée réduite à 10 000 km. En tant que lanceur l'UR-100 pouvait placer une charge utile de 2 tonnes sur une orbite basse de 185 km.